# رباح زيتوني
رباح زيتوني أو قرد النيل أزرق (الاسم العلمي:Papio anubis) (بالإنجليزية: Olive Baboon)‏ هو نوع من الحيوانات يتبع جنس الرباح من فصيلة سعادين العالم القديم.